# سفری به دیار مسافر
سفری به دیار مسافر فیلمی به‌کارگردانی بهمن کیارستمی است که در سال ۱۹۹۳ میلادی (۱۳۷۲ خورشیدی) ساخته شد.